# Quadra (Album)
Quadra ist das 15. Studioalbum der brasilianischen Thrash-Metal-Band Sepultura. Es erschien am 7. Februar 2020 bei Nuclear Blast.

## Hintergrund
Das Album wurde in den Fascination Street Studios in Schweden von deren Betreiber Jens Bogren aufgenommen. Laut Gitarrist Andreas Kisser basiert das Album auf einem Konzept um die Zahl vier, wobei „Quadra“ unter anderem für das portugiesische Wort für Sportplatz steht, das jedoch – gesehen als ein Ort mit Eckpfeilern, Regeln und Markierungen – auch symbolisch für die Herkunft jedes Einzelnen steht: „Quadra, among other meanings, is the Portuguese word for 'sport court' that by definition is a limited area of land, with regulatory demarcations, where according to a set of rules the game takes place...“ Ähnlich wie so eine Umgebung bestimme die Herkunft mit Kultur, Tradition, Religion, Gesetzen und Regeln das Leben der Menschen: „We all come from different Quadras. The countries, all nations with their borders and traditions; culture, religions, laws, education and a set of rules where life takes place. Our personalities, what we believe, how we live, how we build societies and relationships, all depends on these set of rules that we grew up with. Concepts of creation, gods, death and ethics.“ Durch das Konzept Geld sei der Mensch insbesondere versklavt. Das Cover stammt von Christiano Menezes von Darkside Books.

## Rezeption

### Kritiken
Bei AllMusic.com bewertete Thom Jurek das Album mit vier von fünf Sternen. Jurek beschrieb das Album als gleichwertig mit den starken Album der früheren Jahre der Band: „Quadra is Sepultura’s first album to actually stand on equal qualitative footing with their classic trilogy. It offers a series of tough, meaty, adventurous songs, that abundantly indulge raw power and emotion. Bogren’s production and Sepultura’s execution are in perfect balance.“

### Charts
Quadra erlangte Platz fünf in den deutschen und Platz 13 in den Schweizer Charts, darüber hinaus Platz 17 in Österreich, Platz 63 in Frankreich, Platz 59 in Belgien (Flandern) und Platz 54 in Belgien (Wallonien), Platz 40 in Spanien sowie Platz elf in Portugal und Platz 19 in Australien.

## Titelliste
Alle Texte wurden von Derrick Green geschrieben.
| Nr.          | Titel                                               | Musik                           | Länge |
| ------------ | --------------------------------------------------- | ------------------------------- | ----- |
| 1.           | Isolation                                           | Andreas Kisser, Eloy Casagrande | 4:56  |
| 2.           | Means to an End                                     | Kisser, Casagrande              | 4:39  |
| 3.           | Last Time                                           | Kisser, Casagrande              | 4:27  |
| 4.           | Capital Enslavement                                 | Kisser, Casagrande              | 3:40  |
| 5.           | Ali                                                 | Kisser, Casagrande              | 4:12  |
| 6.           | Raging Void                                         | Kisser, Casagrande              | 3:57  |
| 7.           | Guardians of Earth                                  | Kisser, Casagrande              | 5:11  |
| 8.           | The Pentagram (Instrumental)                        | Kisser, Casagrande              | 5:20  |
| 9.           | Autem                                               | Kisser, Casagrande              | 4:06  |
| 10.          | Quadra (Instrumental)                               | Kisser                          | 0:46  |
| 11.          | Agony of Defeat                                     | Kisser, Casagrande              | 5:51  |
| 12.          | Fear, Pain, Chaos, Suffering (feat. Emmily Barreto) | Kisser, Casagrande              | 4:09  |
| Gesamtlänge: | Gesamtlänge:                                        | Gesamtlänge:                    | 51:14 |